# Mikołaj Korszun-Osmołowski
Mikołaj Korszun-Osmołowski (ur. 18 grudnia 1881, zm. ?) – pułkownik piechoty Wojska Polskiego.

## Życiorys
Od 5 sierpnia 1918 roku do 26 września 1919 roku dowodził 1 Pułkiem Strzelców Polskich, a od 14 października 1919 roku do 2 lipca 1920 roku był dowódcą 144 Pułku Piechoty, po czym został odkomenderowany do Dowództwa 6 Armii. 22 maja 1920 roku został zatwierdzony z dniem 1 kwietnia 1920 roku w stopniu pułkownika, w piechocie, w grupie oficerów byłej armii gen. Hallera.
1 czerwca 1921 roku pełnił służbę w Sekcji Poboru i Uzupełnień Oddziału I Sztabu Ministerstwa Spraw Wojskowych, a jego oddziałem macierzystym był 50 Pułk Piechoty. 3 maja 1922 roku został zweryfikowany w stopniu pułkownika ze starszeństwem z 1 czerwca 1919 roku i 96. lokatą w korpusie oficerów piechoty, a jego oddziałem macierzystym był nadal 50 Pułk Piechoty. Następnie pełnił służbę w Powiatowej Komendzie Uzupełnień Równe na stanowisku komendanta. 26 października 1923 roku został przydzielony do PKU Krzemieniec na stanowisko komendanta. W sierpniu 1924 roku został przydzielony do PKU Mołodeczno w Wilejce na stanowisko komendanta, a w marcu 1927 roku do PKU Mińsk Maz. na także stanowisko komendanta. Z dniem 31 grudnia 1928 roku został przeniesiony w stan spoczynku. W 1934 roku pozostawał w ewidencji PKU Dubno. Posiadał przydział do Oficerskiej Kadry Okręgowej Nr II. Był wówczas „przewidziany do użycia w czasie wojny”.

## Ordery i odznaczenia
- Krzyż Kawalerski Orderu Legii Honorowej[15]
- „Croix de guerre”[15]